# Полный привод (фильм)
«Полный привод» (фр. Le Boulet) — британо-французская приключенческая кинокомедия, вышедшая в 2002 году.

## Сюжет
Мольтес, отбывающий наказание в тюрьме, с помощью своего друга, надзирателя Реджио, играет в лотерею. Однажды билет Мольтеса выигрывает 15 миллионов евро. Но выигравший билет попал к жене Реджио, которая уехала в Африку на авторалли. Мольтес бежит из тюрьмы в направлении Бамако, чтобы найти свой выигрыш…

## В ролях
| Актёр           | Роль           |
| --------------- | -------------- |
| Бенуа Пульворд  | Реджио         |
| Жерар Ланвен    | Мольтес        |
| Росси де Пальма | Полин          |
| Хосе Гарсия     | Турок          |
| Жерар Дармон    | Ковальски      |
| Жамель Деббуз   | тюремщик       |
| Николя Анелька  | футболист      |
| Джимон Хонсу    | детектив Юссуф |